# Tartuffe
Tartuffe [tartif] je komedija, ki jo je napisal Jean Baptiste Poquelin Molière. Premierno je bila prikazana leta 1664 na festivalu v Versaillesu, kjer je bila deležna hudih kritik s strani Rimskokatoliške cerkve, predstavnikov višjih slojev in drugih vplivnih skupin na dvoru Ludvika XIV., saj so se prepoznali v glavnih likih, katerih hinavščino je Molière komično prikazal v igri. Zato je bila kmalu cenzurirana.
V glavnem junaku, hinavcu Tartuffu je Molière upodobil morda predstavnika klerikalne združbe, ki je v njegovem času poskušala nadzirati zasebno življenje meščanov. V komediji ga je postavil v tipične spletkarske položaje, skozi katere se počasi razkrije njegova pokvarjenost, ki je pravo nasprotje pošteni, odkriti naravi drugih junakov. Cilj svetohlinstva je dobiti nadzor nad ljudmi, bogastvo in moč. Pred tragičnim sklepom obvaruje junake samo kraljevo posredovanje. Ta sklep kaže posredno na Molièrovo politično opredelitev; v kralju vidi varuha meščanskega reda in javne morale.